# Simala
Simala (sardinsky: Simàba) je italská obec (comune) v provincii Oristano v regionu Sardinie. Nachází se ve výšce 155 metrů nad mořem a má 284 obyvatel. Rozloha obce je 13,38 km².